# 에스엠루키즈
에스엠루키즈(SMROOKIES)는 대한민국의 연예 기획사 SM 엔터테인먼트의 프리 데뷔팀이었다. 아직 아이돌 그룹에 데뷔하지 않은 연습생들로 구성되어 있다. 이 프로젝트는 레드벨벳, NCT, aespa, RIIZE와 같은 음악 그룹을 데뷔시켰다. 배우로 데뷔하기도 하였다.

## 이전  구성원

### 데뷔한 멤버
| 이름   | 공개날짜         | 활동기간      | 데뷔한그룹               |
| ------ | ---------------- | ------------- | ------------------------ |
| 아이린 | 2013년 12월 9일  | 2013년–2014년 | 레드벨벳                 |
| 슬기   | 2013년 12월 3일  | 2013년–2014년 | 레드벨벳                 |
| 웬디   | 2014년 3월 13일  | 2014년        | 레드벨벳                 |
| 예리   | 2015년 3월 11일  | 2015년        | 레드벨벳                 |
| 태일   | 2015년 10월 13일 | 2015년–2016년 | NCT 전 멤버              |
| 쟈니   | 2013년 12월 23일 | 2013년–2016년 | NCT                      |
| 태용   | 2013년 12월 3일  | 2013년–2016년 | NCT                      |
| 유타   | 2013년 12월 23일 | 2013년–2016년 | NCT                      |
| 쿤     | 2015년 12월 18일 | 2015년–2018년 | NCT                      |
| 도영   | 2015년 1월 15일  | 2015년–2016년 | NCT                      |
| 텐     | 2013년 12월 23일 | 2013년–2016년 | NCT                      |
| 재현   | 2013년 12월 9일  | 2013년–2016년 | NCT                      |
| 윈윈   | 2016년 1월 5일   | 2016년        | NCT                      |
| 정우   | 2017년 4월 17일  | 2017년–2018년 | NCT                      |
| 샤오쥔 | 2018년 7월 18일  | 2018년        | NCT                      |
| 헨드리 | 2018년 7월 18일  | 2018년        | NCT                      |
| 제노   | 2013년 12월 3일  | 2013년–2016년 | NCT                      |
| 동혁   | 2014년 7월 18일  | 2014년–2016년 | NCT                      |
| 재민   | 2015년 4월 22일  | 2015년–2016년 | NCT                      |
| 양양   | 2018년 7월 18일  | 2018년        | NCT                      |
| 지성   | 2013년 12월 16일 | 2013년–2016년 | NCT                      |
| 마크   | 2013년 12월 16일 | 2013년–2016년 | NCT                      |
| 닝닝   | 2016년 9월 19일  | 2016년–2020년 | aespa                    |
| 루카스 | 2017년 4월 6일   | 2017년–2018년 | SuperM, NCT 전 멤버      |
| 라미   | 2013년 12월 9일  | 2013년–2022년 | 배우                     |
| 승한   | 2022년 7월 2일   | 2022년–2023년 | RIIZE 전 멤버, 솔로 가수 |
| 은석   | 2022년 7월 2일   | 2022년–2023년 | RIIZE                    |
| 시온   | 2023년 6월 28일  | 2023년        | NCT                      |
| 유우시 | 2023년 6월 28일  | 2023년        | NCT                      |
| 쇼헤이 | 2022년 7월 2일   | 2022년–2024년 | 마이트로                 |

### 퇴사한 멤버
| 이름 | 공개날짜         | 활동기간      | 퇴사 후 관련활동                            |
| ---- | ---------------- | ------------- | ------------------------------------------- |
| 헤린 | 2015년 7월 8일   | 2015년–2017년 | MNet 아이돌학교 참가자 (2017년)             |
| 한솔 | 2013년 12월 16일 | 2013년–2017년 | 그룹 UNB (2017년-2018년), NewKidd (2017년-) |
| 이양 | 2016년 9월 19일  | 2016년–2018년 | 그룹 Legal High 겸 솔로 가수 데뷔 (2020년)  |
| 고은 | 2015년 7월 8일   | 2015년–2020년 | 인스타그램                                  |
| 히나 | 2015년 7월 8일   | 2015년–2020년 | 인스타그램                                  |

## 같이 보기
- K-pop